# ジョージ・ビブ
ジョージ・モーティマー・ビブ（英語: George Mortimer Bibb, 1776年10月30日 - 1859年4月14日）は、アメリカ合衆国の政治家。ジョン・タイラー大統領の下で第17代アメリカ合衆国財務長官を務めた。

## 生涯
1776年10月30日、バージニア州プリンス・エドワード郡において、リチャード・ビブとルーシー・ブッカーの息子として誕生した。ビブは1792年にハンプデン・シドニー大学とウィリアム・アンド・メアリー大学を卒業した後、リチャード・ヴェネイブルの事務所で法律を学び、バージニア州から弁護士の認可を受けた。ビブはバージニア州において弁護士業を開業したが、1798年にケンタッキー州レキシントンへと移住すると政治学を専門に扱うようになり、間もなく政治問題を専門に扱える人物として高い評価を受けるようになった。
ビブは1806年にケンタッキー州下院議員に初当選を果たし、1810年、1817年の選挙でも勝利を収めた。またビブは1808年にケンタッキー州控訴裁判所判事に指名され、1810年には同裁判所の長官に指名された。
1811年、ビブはケンタッキー州からアメリカ合衆国上院議員に選出され、1814年までその職を務めた。そしてその後リビングストンに戻ると、法律家としての活動を再開した。ビブは1816年にフランクフォートへ移ると、州政にも関与するようになった。そして約10年間を州の一政治家として過ごし、1827年に再びケンタッキー州控訴裁判所の長官に就任した。
1828年、ビブはアンドリュー・ジャクソンの強い支持を受けて再びアメリカ合衆国上院議員に立候補し、再選出された。ビブは1834年まで3期続けて連邦政府の上院議員を務め、第21回アメリカ合衆国議会では上院の郵政委員会で議長を務めた。だがジャクソンの激しい頑固さに辟易したビブは4選目には立候補せず、3期目の任期満了とともにケンタッキー州に戻った。そしてその後、1835年から1844年までルイビル衡平法裁判所の長官を務めた。
1844年、ビブはジョン・タイラー大統領からアメリカ合衆国財務長官に指名され、タイラー大統領の任期満了となる1845年までその任を務めた。
ビブは1844年の年次報告において、合衆国の財政の歴史を詳細に取りまとめ、1789年の合衆国建国から半世紀以上にわたる統計情報を発表した。加えてビブは、国債の元金と利子を計画的に償還できるようにするため、定期的に積み立てを行う減債基金の設立に関する議論を提起した。ビブは減債基金の設立によって、関税や内国税による歳入を余剰収入として扱うことができると主張した。
財務長官退任後、ビブはワシントンD.C.で弁護士として活動し、司法長官補佐を務めた。ビブは1859年4月14日にジョージタウンで死去し、議会墓地に埋葬された。だが同年の6月18日にビブの遺体は別の場所に埋め直された。最終埋葬地は不明である。